# Stephanorhinus
Stephanorhinus – wymarły rodzaj ssaków nieparzystokopytnych z rodziny nosorożcowatych, żyjący w plejstocenie. Należał do plejstoceńskiej megafauny, występował głównie na północnych stepach Eurazji.
Stephanorhinus kirchbergensis był zaliczany do różnych rodzajów (Rhinoceros, Dicerorhinus, Coelodonta) jako nosorożec Mercka.

## Pokrewne gatunki
Najbliżej spokrewniony z nosorożcami z rodzaju Stephanorhinus jest nosorożec sumatrzański (Dicerorhinus sumatrensis) oraz wymarły nosorożec włochaty (Coelodonta antiquitatis).

## Okazy kopalne
W Europie odkryto do tej pory kilkadziesiąt fragmentów Stephanorhinus, najczęściej pojedynczych kości. W 2016 pracownicy Oddziału Dolnośląskiego Państwowego Instytutu Geologicznego odkryli najlepiej jak dotąd zachowany okaz Stephanorhinus sp. w trakcie prac przy budowie obwodnicy Gorzowa Wielkopolskiego – zachowało się ok. 85% szkieletu. Jego wiek określa się na interglacjał eemski.